# Uaxactún
Uaxactún és un jaciment arqueològic maia precolombí, que es troba a 25 km al nord de Tikal, al municipi de Flores, al departament de Petén, en la República de Guatemala.

## Breu descripció
El seu nom era Siaan Ca'an, que vol dir 'Nascuda del cel'. Aquesta ciutat estigué habitada des del període preclàssic mitjà, sobre el 900 ae i tot el clàssic, i tingué la màxima esplendor del 500 de al 900 de.
La inscripció més primerenca és del 328 de, a l'Estela 9, i la darrera del 899 de a l'Estela 12. Això indica que fou la ciutat amb l'ocupació més llarga del Petén. Fou considerada per molt de temps la més antiga, fins que la troballa de Nakbé i El Mirador, al nord-oest, demostrà que aquestes ciutats corresponien al període preclàssic primerenc (1000 ae-200 ae).
Igual que moltes altres ciutats del clàssic, Uaxactún fou abandonada a l'inici del s. x, i coberta per la jungla, fins al seu descobriment a inicis del s. xx, al 1916, per Silvanus Morley durant el govern de Manuel Estrada Cabrera. Fou a Uaxactún on es posaren les bases per a la recerca de la civilització maia i on començà un estudi detingut del lloc, dut a terme sobretot, però no exclusivament per la Carnegie Institution de Washington. Les excavacions iniciades per John Lloyd Stephens i Frederick Catherwood[1] feren la cultura maia popular a tot el món.
Els arqueòlegs anomenen els conjunts astronòmics de les ciutats maies Grup I, a causa que el primer conjunt d'aquest tipus descobert fou precisament el Grup I de Uaxactún. El nom Uaxactún, o 'Pedra Vuit', li'l posà Sylvanus Morley per una inscripció que ell trobà en una estela que havia estat un regal del rei de Tikal, després de la derrota que li infringí el rei de Uaxactún, la qual començava amb el número vuit.
Hi ha també pintura mural a Uaxactún, com ho demostren estudis dels anys 50 sobre una construcció habitacional anomenada Estructura B XIII, ara desapareguda, on pel que sembla hi havia una iconografia de caràcter històric, referida a un fet de submissió. Per la policromia, la línia d'inflexions suaus o l'ús de la figura humana de proporcions naturalistes, aquesta pintura és també en la forma molt afí a les de l'estil policrom naturalista del preclàssic de Tikal.
Des de 1990 el projecte La pintura mural prehispánica a Mèxic de l'Institut de Recerques Estètiques de la Universitat Nacional Autònoma de Mèxic, es dedica al registre i estudi dels murals precolombinos, com els de Uaxactún.
Un dels monuments més notables de Uaxactún és l'anomenat «temple dels Mascarons», construït amb formes arcaiques de proporcions molt equilibrades. Té escales als quatre costats i en la seua plataforma superior o sobreestructura s'observen els forats per sostenir possiblement un templet en forma de ranxo coronat per un sostre de fusta i palla. El nom de Mascarons prové del fet que aquest temple té setze grans figures que representen una barreja d'humà i de tigre, repartides en nombre de quatre per cada costat.
El Grup A i el H, tots dos construïts d'acord amb el patró triàdic, són considerats el centre de poder durant el període clàssic primerenc[2] i el preclàssic,[3] respectivament. El grup A-V es considera el primer arranjament tripartit d'aquest tipus a ser identificat, gràcies al treball de reconstrucció hipotètica dels seus estadis constructius realitzat per Tatiana Proskouriakoff el 1946.
Uaxactún és el primer jaciment arqueològic on s'observà l'existència de l'arc fals maia.

## Galeria d'imatges
Imatges de Uaxactún

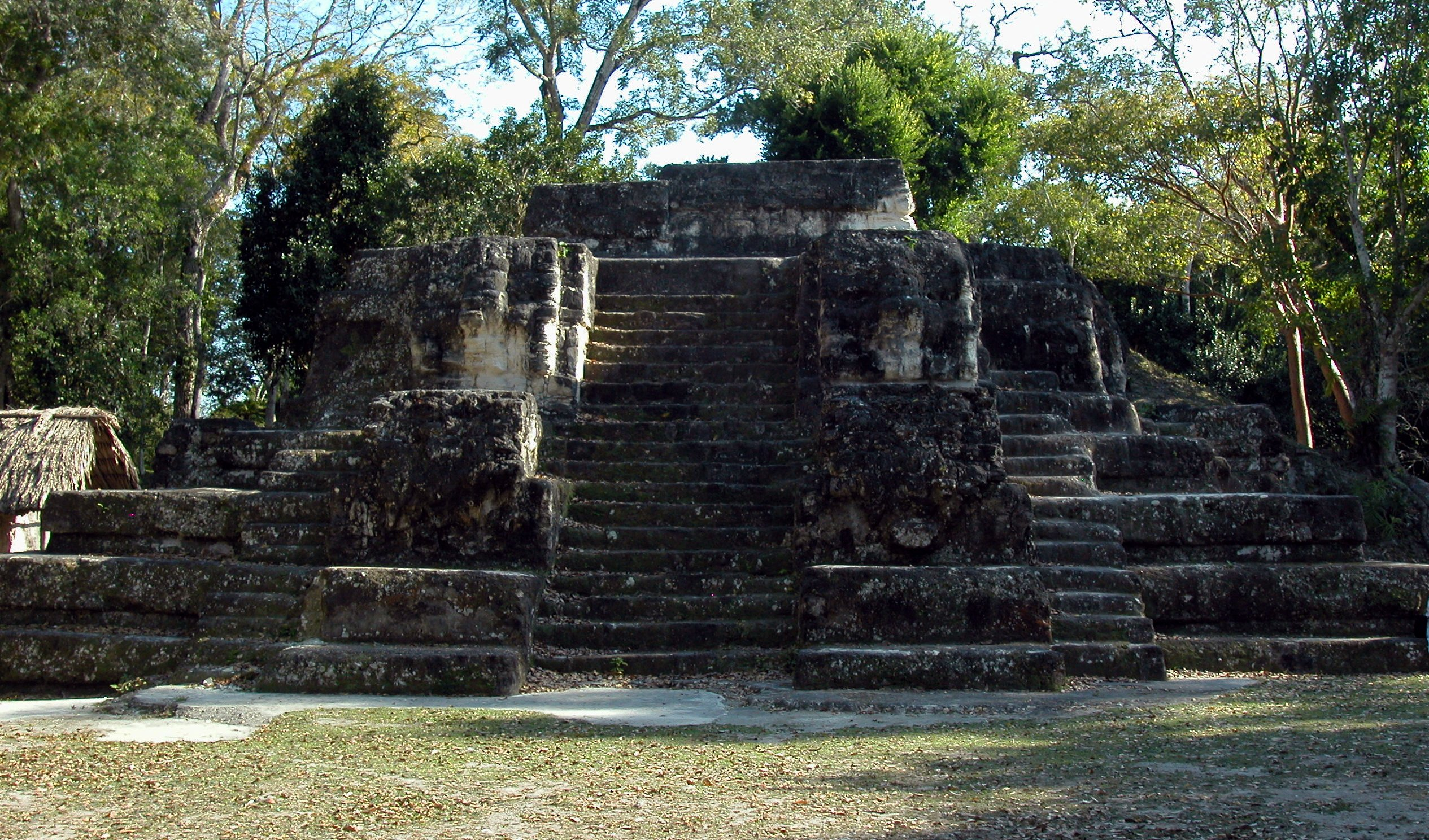
Temple dels Mascarons
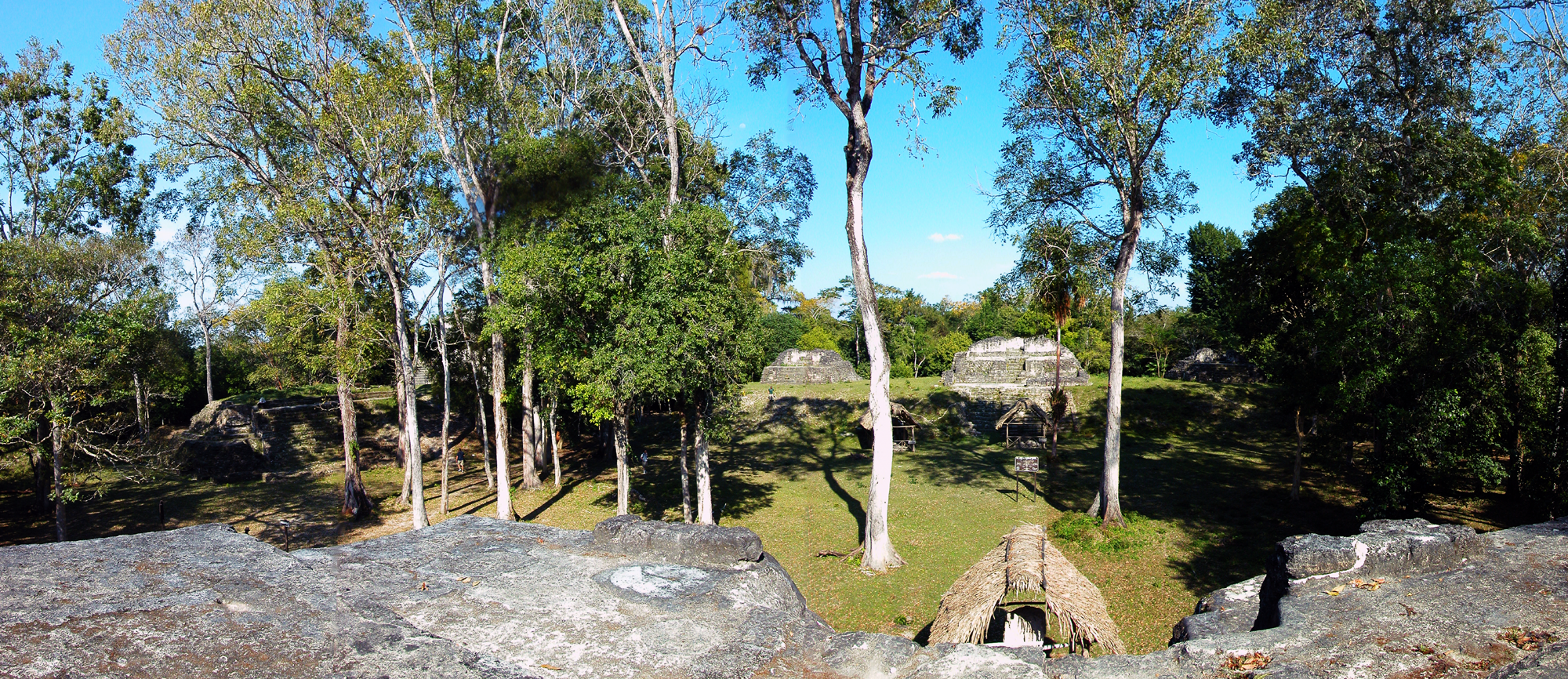
Grup
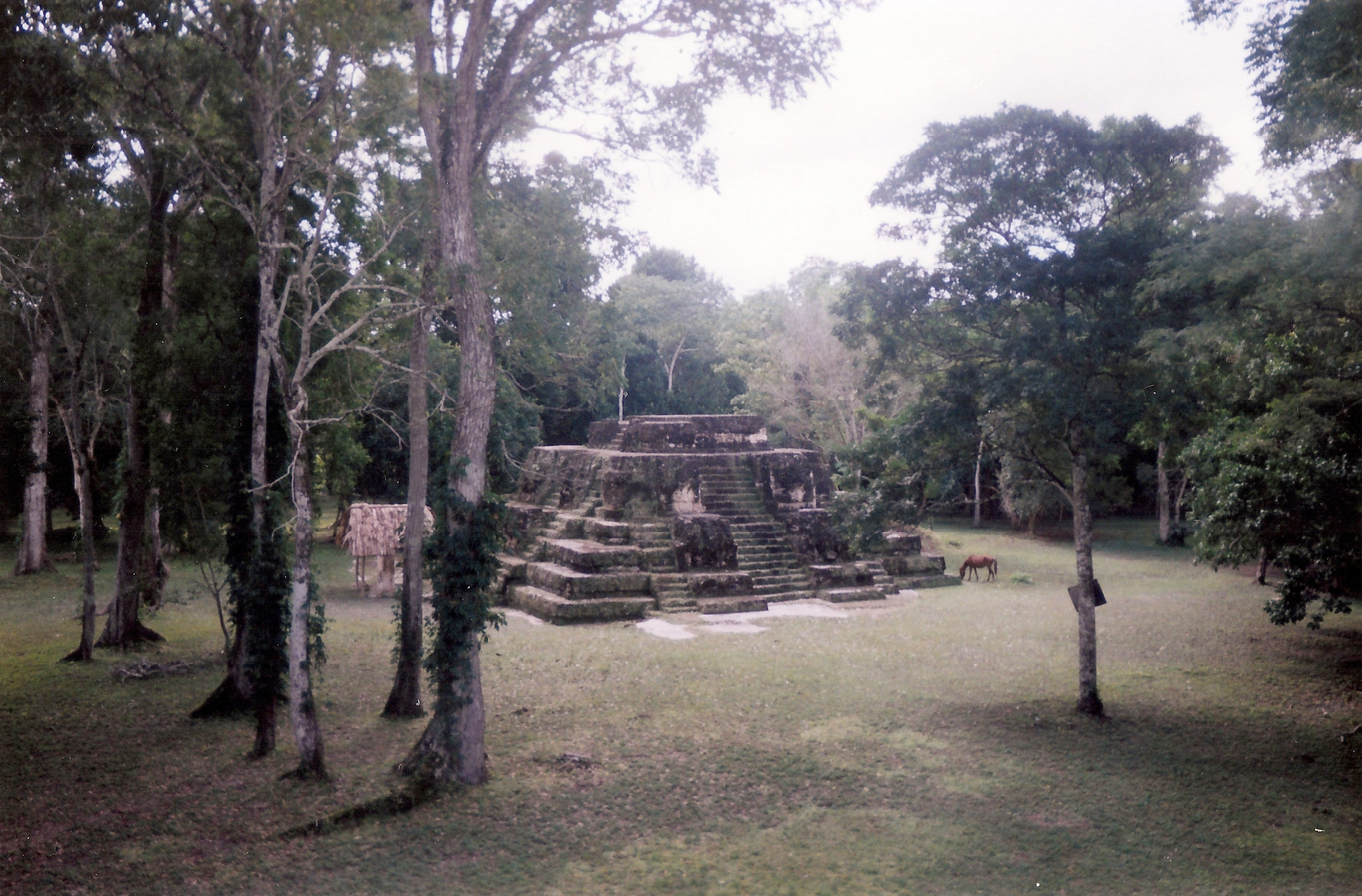
Estructura EVII